# Polygonia hamigera
Polygonia hamigera är en fjärilsart som beskrevs av Butler 1877. Polygonia hamigera ingår i släktet Polygonia och familjen praktfjärilar. Inga underarter finns listade i Catalogue of Life.